# San Matías Chilazoa
San Matías Chilazoa är en ort i Mexiko.   Den ligger i kommunen Heroica Ciudad de Ejutla de Crespo och delstaten Oaxaca, i den sydöstra delen av landet, 400 km sydost om huvudstaden Mexico City. San Matías Chilazoa ligger 1 500 meter över havet och antalet invånare är 304.
Terrängen runt San Matías Chilazoa är platt åt nordost, men åt sydväst är den kuperad. Runt San Matías Chilazoa är det ganska glesbefolkat, med 48 invånare per kvadratkilometer. Närmaste större samhälle är Asunción Ocotlán, 4,0 km norr om San Matías Chilazoa. I omgivningarna runt San Matías Chilazoa växer huvudsakligen savannskog.